# Neoserica ritsemae
Neoserica ritsemae är en skalbaggsart som beskrevs av Brenske 1898. Neoserica ritsemae ingår i släktet Neoserica och familjen Melolonthidae. Inga underarter finns listade i Catalogue of Life.